# Bouï
Bouï (en russe : Буй) est une ville de l'oblast de Kostroma, en Russie, et le centre administratif du raïon de Bouï. Sa population s'élevait à 20 000 habitants en 2022.

## Géographie
Bouï se trouve sur la rivière Kostroma, à 87 km — 98 km par la route — au nord-est de Kostroma. 

## Histoire
Bouï était au Ve siècle un comptoir commercial protégé par une forteresse des Mériens (en russe : Merja), une population finno-ougrienne. Le nom mérien d'origine n'est pas connu, mais dans la langue finnoise il était Vuoksensuu ou Vieksansuu (Bouche de Vuoksi / Vieksa). Le site fut peuplé par des populations finno-ougriennes au moins jusqu'à l'invasion mongole de la Russie en 1237-1238. À l'époque de la menace mongole, des habitants de Kostroma cherchèrent refuge à Bouï, et il semble qu'ils rebaptisèrent alors le lieu Bouï.
Dans l'histoire russe, Bouï était en 1536 un site fortifié au confluent des rivières Kostroma et Vioksa. Le fort fut construit conformément à l'ordre de Héléna Glinska, régente de la Russie à l'époque, et mère d'Ivan le Terrible. Bouï reçut son statut de ville en 1778, sous le règne de Catherine la Grande. 
Lors de la construction de la ligne de chemin de fer Saint-Pétersbourg – Viatka, achevée en 1908, la population de Bouï passa de 1 000 à 3 500 habitants en 1913. La nouvelle gare de Bouï était située à 727 km de Saint-Pétersbourg et à 614 km de Moscou.
En 1914-1915, un grand camp de prisonniers de guerre fut construit pour les soldats autrichiens, hongrois et allemands capturés. Il était situé à  trois kilomètres au sud de Bouï, à Korega, sur la rive ouest de la rivière Kostroma. Après la signature du traité de paix de Brest-Litovsk, le 3 mars 1918, tous les prisonniers de guerre furent libérés. Après la guerre civile de la Finlande, en 1918, de nombreux rouges finlandais réfugiés en Russie soviétique furent réinstallés dans le camp de Bouï, qui compta plus de 5 000 Finlandais. Beaucoup d'entre eux décidèrent de s'installer à Bouï, mais ils disparurent pendant la Grande Purge de 1936-1938. La plupart furent abattus, les autres déportés, ce qui mit fin à la présence de la population finno-ougrienne à Bouï.

## Population
Recensements (*) ou estimations de la population
| 1856  | 1897* | 1926* | 1939*  | 1959*  | 1970*  |
| ----- | ----- | ----- | ------ | ------ | ------ |
| 2 300 | 2 624 | 9 667 | 20 352 | 27 221 | 29 216 |

| 1979*  | 1989*  | 2002*  | 2010*  | 2012   | 2013   |
| ------ | ------ | ------ | ------ | ------ | ------ |
| 28 256 | 32 701 | 27 392 | 25 763 | 25 179 | 24 796 |